# Clarence Glacken
Clarence James Glacken (1909 in Sacramento – 20. August 1989 ebenda) war ein amerikanischer Professor für Geographie an der University of California, Berkeley. Bekannt wurde er durch sein 1967 erschienenes Hauptwerk Traces on the Rhodian Shore, in dem er aufzeigte, wie die Wahrnehmung der natürlichen Umwelt den Verlauf menschlicher Ereignisse über Jahrtausende hinweg prägte. Er gilt als einer der wichtigsten Vertreter des Fachgebiets Umweltgeschichte.

## Leben
Glacken wurde in Sacramento, Kalifornien, geboren und wuchs dort auf, wo er das Sacramento Junior College (heute Sacramento City College) besuchte. Er studierte Geschichte und interdisziplinäre Studien in Berkeley (BA mit höchster Auszeichnung 1930, MA 1931, Department of Social Institutions). In den 1930er und 1940er Jahren, als die U.S.A mit der Großen Depression konfrontiert war, hatte er mehrere Ämter bei der Regierung inne, unter anderem bei der Farm Security Administration, die im Central Valley von Kalifornien Flüchtlinge unterstützte, die ihrerseits vor der Dust Bowl im Mittleren Westen und vor der Arbeitslosigkeit flohen. Im Jahr 1937 reiste er ein Jahr lang allein durch Europa und Asien, was sein Interesse an der Beziehung zwischen menschlichen Ideen und der natürlichen Welt weckte.
Im Jahr 1941 wurde er zur US-Armee eingezogen und untersuchte die japanische Sprache und Kultur. Nach seiner Entlassung bei Kriegsende nahm er eine Stelle in Korea im Büro für Gesundheit und Wohlfahrt der Militärregierung an und fand Zeit für einige geografische Studien zur Veränderung der Bodenbedeckung.
Er promovierte an der Johns Hopkins University in Geografie mit dem Titel The Idea of the Habitable World. (1949–1951). Später unternahm er eine ethnografische Studie über drei Dörfer in Okinawa, wobei er seine Sprachkenntnisse nutzte und von 1951 bis 1952 für das Pacific Science Board des National Research Council arbeitete. Die Studie wurde später als Buch veröffentlicht (Glacken, 1955).
1952 wurde er von Carl Sauer als Assistenzprofessor für Geographie an die University of California, Berkeley, berufen und später zum Professor ernannt. Er verfolgte vielfältige Forschungsinteressen und nahm 1955 an der einflussreichen Konferenz Man's Role in Changing the Face of the Earth teil, die von seinem Kollegen Carl Sauer geleitet wurde. In den späten 1960er Jahren, einer Zeit des Umbruchs, war Glacken Vorsitzender des Geographischen Instituts in Berkeley.
Er starb in Sacramento im Alter von 80 Jahren und verstarb bereits vor seiner ersten Frau (gest. 1941). Seine zweite Frau war Mildred Mosher (geb. 1913 in Pomona, CA, gest. um 1982), mit der er zwei Kinder hatte – die Schriftstellerin Karen Kijewski und einen Sohn Michael.